# Ambassis elongata
Ambassis elongata är en fiskart som först beskrevs av Castelnau, 1878.  Ambassis elongata ingår i släktet Ambassis och familjen Ambassidae. IUCN kategoriserar arten globalt som livskraftig. Inga underarter finns listade i Catalogue of Life.